# Swiss Basketball League 2016-2017
La Swiss Basketball League 2016-2017 è stata la 86ª edizione del massimo campionato svizzero di pallacanestro maschile, nonché la 1ª con la nuova denominazione Swiss Basketball League che sostituisce quella storica di Lega Nazionale A.

## Partecipanti
- Boncourt
- Fribourg Olympic
- Lions de Genève
- Lugano Tigers
- SAM Massagno
- BBC Monthey
- Neuchâtel
- Starwings
- Swiss Central
- BBC Lausanne
- Winterthur

### Formula
Le 11 squadre nel campionato si affrontano tra di loro nel corso della stagione regolare in incontri di andata e ritorno. Le prime 6 accedono direttamente ai playoffs per contendersi il titolo. Le altre squadre si affronteranno in un successivo girone all'italiana di sola andata, le prime due qualificate accedono anche loro ai playoff come settima e ottava squadra.

I quarti e la semifinale sono al meglio delle 5 partite, mentre la finale al meglio delle 7. Non sono previste retrocessioni in Lega Nazionale B.

## Stagione

### Stagione Regolare
|  |     | Classifica stagione regolare 2016-2017 | PT | G  | V  | P  | PF   | PS   | Dif  |
|  | --- | -------------------------------------- | -- | -- | -- | -- | ---- | ---- | ---- |
|  | 1.  | Fribourg Olympic                       | 34 | 20 | 17 | 3  | 1669 | 1336 | +333 |
|  | 2.  | Monthey                                | 28 | 20 | 14 | 6  | 1602 | 1480 | +122 |
|  | 3.  | Lugano Tigers                          | 26 | 20 | 13 | 7  | 1493 | 1397 | +96  |
|  | 4.  | Union Neuchâtel                        | 26 | 20 | 13 | 7  | 1582 | 1492 | +90  |
|  | 5.  | Lions de Genève                        | 26 | 20 | 13 | 7  | 1600 | 1474 | +126 |
|  | 6.  | Starwings Basel                        | 18 | 20 | 9  | 11 | 1370 | 1541 | -171 |
|  | 7.  | Swiss Central Basket                   | 18 | 20 | 9  | 11 | 1403 | 1452 | -49  |
|  | 8.  | Lausanne                               | 14 | 20 | 7  | 13 | 1527 | 1563 | -36  |
|  | 9.  | Boncourt                               | 14 | 20 | 7  | 13 | 1526 | 1617 | -91  |
|  | 10. | Massagno                               | 12 | 20 | 6  | 14 | 1559 | 1654 | -95  |
|  | 11. | Winterthur                             | 4  | 20 | 2  | 18 | 1426 | 1751 | -325 |

### Girone di Qualificazione
|  |    | Classifica stagione regolare 2016-2017 | PT | G | V | P | PF  | PS  | Dif |
|  | -- | -------------------------------------- | -- | - | - | - | --- | --- | --- |
|  | 1. | Fribourg Olympic                       | 42 | 5 | 4 | 1 | 376 | 335 | +41 |
|  | 2. | Monthey                                | 36 | 5 | 4 | 1 | 378 | 350 | +28 |
|  | 3. | Lugano Tigers                          | 30 | 5 | 2 | 3 | 346 | 351 | -5  |
|  | 4. | Lions de Genève                        | 30 | 5 | 2 | 3 | 393 | 394 | -1  |
|  | 5. | Union Neuchâtel                        | 26 | 5 | 0 | 5 | 341 | 394 | -53 |
|  | 6. | Starwings Basel                        | 24 | 5 | 3 | 2 | 378 | 388 | -10 |

### Playoff

#### Tabellone
|  | Quarti di finale | Quarti di finale | Quarti di finale |             |                 | Semifinali       | Semifinali | Semifinali |  |  | Finale | Finale          | Finale |
|  |                  |                  |                  |             |                 |                  |            |            |  |  |        |                 |        |
|  | 1                | Fribourg Olympic | 3                |             |                 |                  |            |            |  |  |        |                 |        |
|  | 8                | Swiss Central    | 0                |             |                 |                  |            |            |  |  |        |                 |        |
|  | 8                | Swiss Central    | 0                |             | 1               | Fribourg Olympic | 1          |            |  |  |        |                 |        |
|  |                  |                  |                  |             | 1               | Fribourg Olympic | 1          |            |  |  |        |                 |        |
|  |                  | 4                | Lions de Genève  | 3           |                 |                  |            |            |  |  |        |                 |        |
|  | 4                | 4                | Lions de Genève  | 3           | Lions de Genève | 3                |            |            |  |  |        |                 |        |
|  | 4                |                  |                  |             | Lions de Genève | 3                |            |            |  |  |        |                 |        |
|  | 5                | Neuchâtel        | 1                |             |                 |                  |            |            |  |  |        |                 |        |
|  |                  |                  |                  |             |                 |                  |            |            |  |  | 4      | Lions de Genève | 2      |
|  |                  |                  | 2                | BBC Monthey | 4               |                  |            |            |  |  |        |                 |        |
|  | 3                | Lugano Tigers    | 3                |             |                 |                  |            |            |  |  |        |                 |        |
|  | 6                | Starwings        | 0                |             |                 |                  |            |            |  |  |        |                 |        |
|  | 6                | Starwings        | 0                |             | 3               | Lugano Tigers    | 2          |            |  |  |        |                 |        |
|  |                  |                  |                  |             | 3               | Lugano Tigers    | 2          |            |  |  |        |                 |        |
|  |                  | 2                | BBC Monthey      | 3           |                 |                  |            |            |  |  |        |                 |        |
|  | 2                | 2                | BBC Monthey      | 3           | BBC Monthey     | 3                |            |            |  |  |        |                 |        |
|  | 2                |                  |                  |             | BBC Monthey     | 3                |            |            |  |  |        |                 |        |
|  | 7                | BBC Lausanne     | 0                |             |                 |                  |            |            |  |  |        |                 |        |

## Squadra campione
| BBC Monthey-Chablais 2016-17 | BBC Monthey-Chablais 2016-17 |
| Giocatori                    | Staff tecnico                |
| ---------------------------- | ---------------------------- |

| N. | Naz.                    | Ruolo | Nome            | Anno | Alt.   | Peso |  |
| -- | ----------------------- | ----- | --------------- | ---- | ------ | ---- |  |
| 5  | Svizzera (bandiera)     | GA    | David Fosserat  | 1996 | 190 cm |      |  |
| 8  | Francia (bandiera)      | A     | Mikaël Maruotto | 1991 | 200 cm |      |  |
| 9  | Svizzera (bandiera)     | A     | Ludovic Grau    | 1996 | 200 cm |      |  |
| 11 | Stati Uniti (bandiera)  | C     | Jordan Heath    | 1991 | 208 cm |      |  |
| 14 | Svizzera (bandiera)     | AC    | Jonathan Dubas  | 1991 | 203 cm |      |  |
| 22 | Stati Uniti (bandiera)  | PG    | Brandon Young   | 1991 | 193 cm |      |  |
| 23 | Stati Uniti (bandiera)  | GA    | James Sinclair  | 1993 | 193 cm |      |  |
| -  | Svizzera (bandiera)     | GA    | Thomas Fritschi | 1998 | 187 cm |      |  |
| -  | Stati Uniti (bandiera)  | A     | Markel Humphrey | 1986 | 198 cm |      |  |
| -  | RD del Congo (bandiera) | PG    | Jerry Kuba      | 2000 | 188 cm |      |  |
| -  | Francia (bandiera)      | C     | Rodrigue Maza   | 1991 | 207 cm |      |  |
| -  | Svizzera (bandiera)     | A     | Divin Zayadiaku | 2000 | 199 cm |      |  |

| Allenatore                                                         |
| - Nikša Bavčević                                                   |
| Assistente/i                                                       |
| - Nathan Zana Legenda - (C) Capitano - (IN) Inattivo - Infortunato |